# Recréer pour la croissance
Recréer pour la croissance (en espagnol : Recrear para el Crecimiento) est un parti politique argentin de centre droit formé en 2002 par d'anciens membres de l'aile droite de l'Union civique radicale et dissout en 2009. Dirigé par Ricardo López Murphy, ancien ministre de Fernando de la Rúa, il est membre de l'Internationale libérale ainsi que de la coalition Proposition républicaine.